# Berrotarán (Córdoba)
Berrotarán es una localidad situada en el departamento Río Cuarto, provincia de Córdoba, Argentina.

## Población
Cuenta con 7380 habitantes (Indec, 2022), lo que representa un incremento del 8,2% frente a los 6869 habitantes (Indec, 2010) del censo anterior.
Es así la localidad mayor poblada de la Pedanía Las Peñas y sexta en el Departamento Río Cuarto (detrás de la ciudad de Río Cuarto, Vicuña Mackenna, Coronel Moldes, Sampacho y Adelia María)

| Gráfica de evolución demográfica de Berrotarán entre 1991 y 2022 |
|                                                                  |
| Fuente: Censos nacionales del INDEC                              |

El territorio que forma el Ejido municipal tiene 743 hectáreas.

## Rutas de Acceso
A la vera de la RN 36 dista a 133 km de la ciudad de Córdoba, en 80 km (aprox.) de la ciudad de Río Cuarto por dicha carretera y en 679 km de la Ciudad de Buenos Aires a través de la ruta nacional 36 y la ruta nacional 8.
La ruta provincial E-60 le ha valido al pueblo ser reconocido como el "Portal de las Sierras", ya que es uno de los principales accesos asfaltados hacia el centro-sur serrano.
La localidad es también una de las principales entradas hacia la localidad rural de Las Peñas Sud y "Las Gamas", por el camino Berrotarán-Hernando el cual cuenta con un empalme para ir a la localidad de Las Gamas pasando en su trayecto por "el seminario" (seminario católico de Las Peñas), "La Puerta Colorada" y la localidad de Las Isletillas, más cercana a Hernando.

## Toponimia
El pueblo debe su nombre a Nicolás Berrotarán, quien donó sus campos para una estación de trenes; luego, alrededor de esa estación se fueron construyendo casas y formando una comuna que, más tarde, con la construcción de la Ruta Nacional 36 logró un mayor reconocimiento hasta constituirse en un Municipio.

## Economía
Las principales fuentes de ingresos son la agricultura, la ganadería, la minería y el comercio.

Antiguamente, funcionaba la Fábrica De Aceite Delta, la cual cerró sus puertas para siempre en octubre de 1994.

## Medios de comunicación
- FM Berrotarán 104.3
- La radio del pueblo 100.5  www.laradiodelpueblo1005.com.ar
- Fm la POPULAR 107.7 de BERROTARAN

## Parroquias de la Iglesia católica en Berrotarán
| Diócesis  | Villa de la Concepción del Río Cuarto |
| --------- | ------------------------------------- |
| Parroquia | Sagrado Corazón de Jesús              |

## Instituciones Deportivas
Club Atlético Talleres de Berrotarán, fundado el 1 de octubre de 1945, Con sede ubicada en Sarachaga al  . Sus principales actividades son el fútbol masculino y femenino.
Belgrano Football Club, Fundado el 19 de abril de 1922. Con sede ubicada en Belgrano e Ingenieros Ríos. Sus principales actividades son el fútbol masculino y femenino.

## Galería
|                                      |
| El edificio más alto de la localidad |

|                                            |
| La estación desde las calles de Berrotarán |

|            |
| Anfiteatro |